# 麗水空港
麗水空港（ヨスくうこう）は、大韓民国全羅南道麗水市栗村面にある空港である。順天市にも近いため、時刻表には「麗水／順天」と表記される。

## 歴史
- 1972年5月：大韓航空がソウル線で就航
- 1992年12月：アシアナ航空が就航
- 2004年11月：新滑走路の運用を開始
- 2005年11月：新旅客ターミナルがオープン

## 就航路線
| 航空会社     | 就航地            |
| ------------ | ----------------- |
| 大韓航空     | 済州              |
| ジンエアー   | ソウル/金浦、済州 |
| アシアナ航空 | ソウル/金浦、済州 |